# Seleção Franco-Guianense de Futebol
A Seleção Franco-Guianense de Futebol representa a Guiana Francesa nas competições de futebol. Como é um departamento ultramarino da França, não é filiada a FIFA.
Por estar geograficamente situada na América do Sul, deveria estar participando das competições organizadas pela CONMEBOL, mas seus clubes e a própria seleção jogam competições da CONCACAF pois é mais competitivo e justo jogar com seleções da América do Norte e Caribe do que com a CONMEBOL e também por questões históricas e culturais.
Em sua primeira competição oficial, a Copa Ouro da CONCACAF de 2017, os Les Yana Dòkòs convocaram o experiente meio-campista Florent Malouda (jogou 80 partidas pela Seleção Francesa), que nasceu no território ultramarino. Ele, no entanto, foi considerado inelegível para jogar o torneio - embora a Guiana Francesa não seja membro da FIFA, a Copa Ouro é gerida pela entidade. Mesmo assim, a equipe escalou Malouda contra Honduras e, por isso, a CONCACAF considerou-a derrotada por 3 a 0, (em campo, a seleção empatou sem gols).

## História

### O começo (até 1995)

#### Copa do Caribe de 1983
Em 1983, a Guiana Francesa sediou em Caiena a 4ª edição da Copa do Caribe, então conhecida como Campeonato de Nações da CFU.[carece de fontes?] A fase final foi disputada em um grupo de quatro equipes. Com uma vitória, um empate e uma derrota, a Guiana terminou o torneio em terceiro lugar, atrás da Martinica (campeã) e de Trinidad e Tobago. Até hoje, esta é a única Copa do Caribe que foi disputada em seu território.[carece de fontes?]

#### Copa do Caribe de 1995
Doze anos depois de sediar o Campeonato da CFU, a Guiana Francesa participou de sua segunda fase final da Copa do Caribe, na edição de 1995. O país recebeu os jogos do Grupo 2 da fase preliminar, competindo com a Martinica, Guadalupe e Suriname. As quatro equipes terminaram com 4 pontos cada, e somente a melhor diferença de gols permitiu aos guianenses terminarem no topo do grupo e garantirem a vaga para a fase final da competição.
No Grupo A, junto com as Ilhas Cayman, São Vicente e Granadinas e Antígua e Barbuda, a equipe da Guiana Francesa ficou em último lugar, sem somar nenhum ponto. A equipe só voltaria a participar da fase de grupos da Copa do Caribe de 2012.

## A renovação (a partir de 2012)

### Copa do Caribe de 2012
Com a Copa de Ultramar e a Copa do Caribe, a Liga de Futebol da Guiana Francesa decide investir mais em sua seleção, seguindo o exemplo do trabalho realizado pela Guadalupe e Martinica. O veterano Jean-Claude Darcheville se torna capitão da equipe e jogadores profissionais são contatados para os jogos caribenhos (Ludovic Baal, Lesly Malouda, Roy Contout, Sloan Privat).[carece de fontes?]
Depois de um 5º lugar na Copa de Ultramar e uma qualificação na primeira fase da Copa do Caribe de 2012, o treinador Steeve Falgayrettes apresenta sua demissão em 18 de outubro de 2012, três semanas antes da segunda fase de qualificação da Copa do Caribe.
François Louis-Marie e François Mérille são nomeados como selecionadores às pressas na semana anterior à segunda fase preliminar da Copa do Caribe de Nações. Na ocasião, eles só podem contar com dois jogadores vindos da França metropolitana (Laurent Petchy do ES Viry-Châtillon e Gary Marigard do Wasquehal)[carece de fontes?] e precisa abrir mão dos jogadores do ASC Le Geldar, que preferem se concentrar na 7ª fase da Copa da França. Apesar dessas dificuldades, os Yana Dòkò conseguiram se classificar para a fase final do torneio em Antígua e Barbuda, graças a uma vitória por 1 a 0 sobre o Haiti. Na fase final, não conseguiram passar da 1ª fase, apesar de um começo que os viu vencer a então campeã Jamaica por 2 a 1.

### Copa do Caribe de 2014
Após François Louis-Marie e François Mérille, uma nova equipe técnica composta por Jaïr Karam e Marie-Rose Carême foi nomeada para liderar a seleção em 14 de novembro de 2013. Já na fase preliminar de qualificação para a Copa do Caribe de 2014, a Guiana Francesa iniciou sua jornada superando facilmente seus três adversários (Aruba, Ilhas Turcas e Caicos e Ilhas Virgens Britânicas), o que a qualificou para a primeira fase de grupos.
Alocada no Grupo 4, a equipe teve mais dificuldades, mas conseguiu a segunda colocação, garantindo a classificação para a próxima fase preliminar. A situação se repetiu na segunda fase, disputada no Estádio Sylvio Cator, em Porto Príncipe, onde os guianeses novamente conquistaram o segundo lugar – atrás do Haiti e após uma derrota para São Cristóvão e Neves – o que lhes deu a segunda qualificação consecutiva para a fase final da Copa do Caribe.
Para a fase final do torneio, e apesar da vontade de alguns jogadores, o FC Metz se recusou a liberar Florent Malouda para se juntar aos Yana Dòkò, o mesmo ocorrendo com o Stade Brestois em relação a Simon Falette. A Guiana Francesa começou o torneio com um empate de 1 a 1 contra o então campeão, Cuba, com um gol de empate de Mickaël Solvi nos acréscimos. No entanto, Trinidad e Tobago venceu por 4 a 2 no segundo jogo, complicando a situação dos guianeses na tabela.[carece de fontes?] Na terceira e última rodada, apesar de uma vitória expressiva de 4 a 1 sobre Curaçao, os Yana Dòkò terminaram em terceiro lugar no grupo, o que resultou na sua eliminação logo na primeira fase do torneio regional.
A Guiana Francesa, que terminou a Copa do Caribe de 2014 em quinto lugar, ganhou o direito de disputar uma repescagem de ida e volta contra Honduras (quinto colocado na Copa Centroamericana de 2014), cujo vencedor seria o último classificado para a Copa Ouro de 2015. Em 25 de março de 2015, a Guiana surpreendeu ao vencer Honduras por 3 a 1, com uma atuação notável de Sloan Privat, que marcou dois gols em sua estreia pela seleção. Quatro dias depois, no entanto, Honduras deu o troco, vencendo por 3 a 0 em San Pedro Sula e garantindo o último lugar na Copa Ouro graças a um placar agregado superior (4 a 3).

#### Copa Ouro de 2017
Após duas classificações consecutivas para as Copas do Caribe de 2012 e 2014, o progresso da equipe da Guiana desde 2012 foi coroado no final de 2016. Os Yana Dòkò se classificaram para a Copa Ouro de 2017, após uma vitória de cinco a dois sobre o Haiti, em Porto Príncipe, no dia 9 de novembro de 2016. O destaque da partida foi Sloan Privat, que marcou três gols.
Essa vitória histórica abriu as portas tanto para a fase final da Copa do Caribe de 2017, onde alcançaram o 3º lugar (igualando o recorde de 1983), quanto para a já mencionada Copa Ouro, competição em que os guianenses participaram pela primeira vez em sua história.
No primeiro jogo da Copa Ouro, em 7 de julho de 2017, em Nova Jersey, a equipe perdeu por 2 a 4 para o Canadá. Apesar de estarem perdendo por 3 a 0 a vinte minutos do fim, a equipe mostrou uma reação e marcou dois gols em dois minutos, com Roy Contout e Sloan Privat. Quatro dias depois, no segundo jogo, enfrentaram Honduras e seguraram um empate de 0 a 0, mesmo correndo o risco de perder a partida por decisão administrativa devido à presença de Florent Malouda no time.
A decisão foi anunciada em 14 de julho de 2017, quando a CONCACAF declarou Malouda inelegível e a partida foi considerada como derrota por 0 a 3. No mesmo dia, os Yana Dòkò jogaram seu último jogo na fase de grupos contra a Costa Rica e perderam por 0 a 3. Assim, foram eliminados na primeira fase em sua estreia neste torneio continental.

## Copa Ouro da CONCACAF
- 1991 a 2000 – Não se qualificou
- 2002 a 2003 – Não participou
- 2005 – Não se qualificou
- 2007 a 2011 – Não participou
- 2013 a 2015 – Não se qualificou
- 2017 – Primeira fase
- 2019 a 2025 – Não se qualificou

## Copa do Caribe
- 1978 – Não se qualificou
- 1979 – Não participou
- 1981 – Não se qualificou
- 1983 – Terceiro lugar
- 1985 a 1994 – Não se qualificou
- 1995 – Primeira fase
- 1996 a 1998 – Não se qualificou
- 1999 a 2001 – Não participou
- 2005 – Não se qualificou
- 2007 a 2010 – Não participou
- 2012 – Primeira fase
- 2014 – Primeira fase
- 2017 – Terceiro lugar

## Recordes
10 de setembro de 2024
Jogadores em negrito ainda em atividade pela Seleção Franco-Guianense.
| # | Jogador            | Partidas | Gols | Em atividade |
| - | ------------------ | -------- | ---- | ------------ |
| 1 | Rhudy Evens        | 63       | 8    | 2008–2022    |
| 2 | Donovan Léon       | 36       | 0    | 2014–        |
| 3 | Miguel Haabo       | 33       | 2    | 2012–        |
| 4 | Serge Lespérance   | 31       | 1    | 2008–2017    |
| 4 | Marvin Torvic      | 31       | 1    | 2012–2019    |
| 6 | Jean-David Legrand | 30       | 2    | 2014–        |
| 7 | Grégory Lescot     | 29       | 0    | 2009–        |
| 7 | Loïc Baal          | 29       | 6    | 2015–        |
| 7 | Albert Ajaiso      | 28       | 1    | 2004–        |
| 7 | Kévin Rimane       | 28       | 2    | 2014–        |
| 7 | Ludovic Baal       | 28       | 3    | 2012–        |

| # | Jogador         | Gols | Partidas | Média por jogo | Em atividade |
| - | --------------- | ---- | -------- | -------------- | ------------ |
| 1 | Gary Pigrée     | 16   | 20       | 0.8            | 2012–2015    |
| 2 | Joël Sarrucco   | 9    | 17       | 0.53           | 2018–        |
| 2 | Arnold Abelinti | 9    | 26       | 0.35           | 2016–        |
| 4 | Gabriel Pigrée  | 8    | 15       | 0.53           | 2007–2016    |
| 4 | Rhudy Evens     | 8    | 63       | 0.13           | 2008–2022    |
| 6 | Sloan Privat    | 8    | 11       | 0.64           | 2015–        |
| 7 | Loïc Baal       | 6    | 29       | 0.21           | 2015–        |
| 8 | Jules Haabo     | 5    | 14       | 0.36           | 2016–        |
| 8 | David Martinon  | 5    | 22       | 0.23           | 2004–2015    |

## Treinadores
| - Marie-Rose Carême (2004–2005) - Ghislain Zulémaro (2007–2010) - Steeve Falgayrettes (2011–2012) | - François Louis-Marie e François Mérille (2012) - Jaïr Karam e Marie-Rose Carême (2013–2018) - Thierry De Neef (2018–2021) - Jean-Claude Darcheville (2022–2025) |